# 5 de juliol
El 5 de juliol és el cent vuitanta-sisè dia de l'any del calendari gregorià i el cent vuitanta-setè en els anys de traspàs. Queden 179 dies per finalitzar l'any.

## Esdeveniments
Països Catalans
- 1316 - Lluís de Borgonya desembarca a Acaia (Peloponès) i derrota Ferran de Mallorca a Manolada.
- 1392 - Barcelona: S'acaba la construcció de la Llotja.[1][2]
- 1811 - Veneçuela s'independitza d'Espanya.
- 1917 - Barcelona: La Lliga Regionalista va organitzar una assemblea de parlamentaris catalans, en la qual hi van participar els lligaires, els republicans (tant reformistes com radicals) i alguns conservadors.[3]
- 1941 - Surten els membres de la División Azul de l'exèrcit espanyol que recolzarien l'exèrcit alemany al front rus durant la Segona Guerra Mundial.
- 1997 - Accident mortal a la Muntanya Russa Stampida, al parc temàtic PortAventura.

Resta del món
- 1865 - William Booth funda l'exèrcit de Salvació al Regne Unit.

- 1943 - Inici de la batalla de Kursk.[4]
- 1962 - El país d'Algèria s'independitza de França.
- 1976 - Entra en vigor a Espanya la llei d'associacionisme polític.
- 1996 - Edimburg (Escòcia): hi neix el primer mamífer clònic, una ovella anomenada Dolly; l'Institut Roslin ho farà públic el 23 de febrer de l'any següent.
- 2019 - Bakú, Azerbaidjanː La Unesco declara Patrimoni Mundiall de la Humanitat el jaciment arqueològic de Babilònia.[5]

## Naixements
Països Catalans
- 1851 - Barcelona: Cèsar August Torras i Ferreri, muntanyenc i primer promotor de l'excursionisme català.[6]
- 1883 - Bóixols: Rosa Viñals Lladós, cirurgiana, llevadora i editora de premsa especialitzada.[7]
- 1892 - Barcelona: Enric Casals i Defilló, violinista i compositor català (m. 1986).[8]
- 1900 - Figueres: Adela Riera, bibliotecària i directora de la Biblioteca Popular de Figueres.[9]
- 1906 - Elx: Alejandro Ramos Folqués, arqueòleg valencià. Fundador del Museu Arqueològic d'Elx.[10]
- 1921 - València: Pere Maria Orts i Bosch, escriptor i filantrop valencià.
- 1923 - 
  - Castelló de la Plana: Josep Sánchez Adell, historiador i cronista valencià (m. 2005).
  - Figueres, Alt Empordà: Agapit Torrent i Batlle, músic, saxofonista, i compositor, principalment de sardanes (m. 1991).[11]
- 1945 - Badalona: Maria del Mar Arnús de Urruela, historiadora i crítica d'art catalana.[12]
- 1958 - Barcelona, Imma Pedemonte, periodista esportiva catalana.[13]
- 1968 - Barcelona: Vicenta N'Dongo, actriu catalana d'ascendència equatoguineana, especialitzada en art dramàtic.[14]

Resta del món
- 1182 - Assís, Estats Pontificis: Francesc d'Assís, místic i religiós italià.
- 1466 - Pesaro, Itàlia: Joan Sforza, noble italià.
- 1755 - País de Gal·les: Sarah Siddons, actriu gal·lesa (m. 1831).[15]
- 1761 - La Bassée, Nord – Pas de Calais: Louis Léopold Boilly, pintor francès (m. 1845).[16]
- 1782 - Senigallia: Rosa Morandi, soprano italiana de renom (m. 1824).[17]
- 1794 - West Suffield, Connecticut (EUA): Sylvester Graham, nutricionista nord-americà, creador de la farina Graham i de la galeta Graham (m. 1851).[18]
- 1801 - Knoxville, Tennessee: David Farragut, militar nord-americà (m. 1870).[19]
- 1803 - (East Dereham, Norfolk (Anglaterra): George Borrow, escriptor anglès que deixà nombroses novel·les i llibres de viatge basats en les seves experiències personals per diversos països de l'Europa del segle xix (m. 1881).[20]
- 1805 - Suffolk, Anglaterra: Robert FitzRoy, explorador i meteoròleg anglès (m. 1865).[21]
- 1810 - Bethel, Connecticut (EUA): Phineas Taylor Barnum va ser un empresari i artista circense estatunidenc (m. 1891).[22]
- 1820 - Edimburg, Escòcia: William John Macquorn Rankine, enginyer i físic britànic (m. 1872).[23]
- 1849 - Embleton, Northumberland, Anglaterra: William Thomas Stead, escriptor, periodista i editor anglès, pioner del periodisme d'investigació (m. 1912).[24]
- 1853 - Hertfordshire, Anglaterra: Cecil Rhodes, empresari, colonitzador i polític britànic (m. 1902).[25]
- 1857 - Wiederau, Regne de Saxònia: Clara Zetkin, política socialista alemanya.[26]
- 1860 - Augsburg: Albert Döderlein, ginecòleg alemany.
- 1872 - Troyes (França): Édouard Herriot, polític francès i Primer Ministre de La República Francesa (m. 1957).[27]
- 1879:
  - Varsòvia, Polònia: Wanda Landowska, clavecinista, compositora, pianista i musicòloga (m. 1959).[28]
  - Saint Louis, Missouri (EUA): Dwight F. Davis, polític i jugador de tennis estatunidenc. És famós per la creació de la Copa Davis (m. 1945).[29]
- 1885:
  - Casares, província de Màlaga, Espanya: Blas Infante polític, escriptor i advocat espanyol.
  - Bordeus (França): André Lhote, pintor i crític d'art francès (m. 1962).[30]
- 1886 - Amsterdam, Països Baixos: Willem Drees, polític neerlandès.
- 1888 - Platteville, Wisconsin (EUA): Herbert Spencer Gasser, metge nord-americà, Premi Nobel de Medicina o Fisiologia de 1944 (m. 1963).[31]
- 1889 - Maisons-Laffitte, Illa de França: Jean Cocteau, escriptor, dibuixant i director de cinema francès.[32]
- 1891 - Yonkers, Estat de Nova York, Estats Units d'Amèrica: John Howard Northrop, químic estatunidenc.
- 1893 - Luzzara, Reggio de l'Emília, Emília-Romanya: Giuseppe Caselli, pintor italià
- 1894 - Madrid: Margarita Nelken, escriptora i política feminista (m. 1968).[33]
- 1899 - Varennes-sur-Amance, Alt Marne (França): Marcel Arland, novel·lista, assagista, crític literari i guionista francès (m. 1986).[34]
- 1904 - Kempten, Alemanya: Ernst Walter Mayr, biòleg evolutiu alemany (m. 2005).[35]
- 1911 - Montboudif, França: Georges Pompidou, segon president de la República francesa (m. 1974).[36]
- 1914 - Budapest (Hongria): Annie Fischer, pianista clàssica hongaresa (m. 1995).[37]
- 1928 - Cartignies, França: Pierre Mauroy, polític francès i Primer Ministre de França (m. 2013).[38]
- 1932 - Budapest, Hongria: Gyula Horn (en hongarès: Horn Gyula), polític hongarès i Primer ministre d'Hongria entre els anys 1994 i 1998 (m. 2013).[39]
- 1936 - Minnigaff, Escòcia: James Mirrlees, economista, Premi Nobel d'Economia de 1996.
- 1941 - Altaussee, Àustria: Barbara Frischmuth, escriptora austríaca.[40]
- 1942 - Eitorf, Tercer Reich (ara Alemanya): Hannes Löhr, jugador i entrenador de futbol alemany.
- 1944 - Örebro, Suècia: Leni Björklund, política socialdemòcrata sueca.
- 1946 - 
  - Den Helder, Països Baixos: Gerardus 't Hooft, físic neerlandès, Premi Nobel de Física de l'any 1999.
  - Amsterdam: Manja Croiset, poetessa i escriptora neerlandesa.[41]
- 1956 - Asunción, Paraguai: Horacio Cartes, president de Paraguai.[42]
- 1960 - Madrid, Espanya: Eduardo Chozas, ciclista professional espanyol.
- 1964 -
  - Pamplona: Uxue Barkos Berruezo, periodista i política basca, presidenta del Govern de Navarra de 2015 a 2019.[43]
  - Itàlia: Claudia Chiarelli, taekwondista italiana.[44]
- 1966 - Oliena, Itàlia: Gianfranco Zola, futbolista italià.
- 1968 - Wil, Suïssa: Alex Zülle, ciclista professional suís.
- 1979 - Saint-Germain-en-Laye, França: Amélie Mauresmo, extennista professional francesa.
- 1982 - Biella, Itàlia: Alberto Gilardino, futbolista italià.
- 1986 - Bérgam, Itàlia: Piermario Morosini, futbolista italià (m. 2012).
- 1989 -
  - Hungerford, Berkshire, Anglaterra: Charlie Austin, futbolista anglès.
  - Zenika, Iugoslàvia: Dejan Lovren, futbolista croat.

## Necrològiques
Països Catalans

- 1817 - Palma: Luis de Lacy y Gautier, militar andalús (n. 1772).
- 1968 - Toledo: Enric Pla i Deniel, bisbe i cardenal català (n. 1876).
- 1998 - Barcelona (Barcelonès): Maria Mercè Marçal i Serra, escriptora.[45]
- 2010 - Sueca, País Valencià: Virtudes Cuevas, supervivent del camp d'extermini nazi de Ravensbrück (n. 1913).[46]
- 2014
  - Barcelona: Jordi Peix i Massip, un activista agrari català, fundador del Banc dels Aliments.
  - Barcelona: Pierrette Prat i Galindo, monja i abadessa del Monestir de Pedralbes (n. 1927).[47]

Resta del món
- 1572, Pequín, Xina: Zhu Zaihou, Emperador Longqing de la Dinastia Ming (n. 1537).[48]
- 1826:
  - Londres (Anglaterra): Sir Thomas Stamford Raffles, polític i naturalista britànic, més conegut per la fundació de la ciutat de Singapur (n. 1781).[49]
  - Angers, França: Joseph Louis Proust, químic francès La seva principal aportació a la química fou la Llei de les proporcions definides (n. 1754).[50]
- 1833, Saint-Loup-de-Varennes (França): Joseph-Nicéphore Niépce, inventor francès i pioner de la fotografia (n. 1765).[51]
- 1838, París (França): Jean Marc Gaspard Itard, metge occità (n. 1775).[52]
- 1875, Estocolm, Suècia: Maria Röhl, pintora retratista sueca (n. 1801).[53]
- 1894, Londres (Anglaterra): Sir Austen Henry Layard, viatger britànic, arqueòleg, dibuixant, col·leccionista, escriptor, polític i diplomàtic, conegut sobretot per les seves excavacions a Nimrud (n. 1817).[54]
- 1911, Torí: Maria Pia de Savoia, princesa de Sardenya i després d'Itàlia, es convertí en reina de Portugal (n. 1847).[55]
- 1927, Heidelberg, República de Weimar: Albrecht Kossel, metge i bioquímic alemany, Premi Nobel de Medicina o Fisiologia de l'any 1910 (n. 1853).[56]
- 1946, París: Teresa Andrés Zamora, bibliotecària que dirigí la Secció de Biblioteques de Cultura Popular (n. 1907).[57]
- 1948, Neuilly-sur-Seine (França): Georges Bernanos, escriptor francès (n. 1888).[58]
- 1952, İstanbul: Safiye Ali, primera metgessa turca (n. 1894).[59]
- 1966, Friburg de Brisgòvia (Alemanya Occidental): George de Hevesy, físic i químic hongarès, Premi Nobel de Química de l'any 1943 (n. 1885).
- 1969:
  - Santa Monica, Califòrnia, Estats Units: Leo McCarey director de cinema i guionista estatunidenc.
  - Boston, Massachusetts (EUA): Walter Gropius, arquitecte, urbanista i dissenyador alemany (n. 1883).[60]
  - Villach (Àustria): Wilhelm Backhaus, pianista alemany (n. 1884).
- 1975, Madrid: Otto Skorzeny, enginyer i comando pertanyent a les Waffen-SS alemanyes durant la Segona Guerra Mundial (n.1908).[61]
- 2000, Madrid, Blanca Álvarez, periodista espanyola, pionera de Televisió Espanyola des de la seva creació (n.1931).[62]
- 2004, Anaheim, Califòrnia (EUA): Rodger Ward, pilot estatunidenc de curses automobilístiques (n. 1921).[63]
- 2007, París: Régine Crespin, soprano francesa (n. 1927).[64]
- 2018, París (França): Claude Lanzmann, director de cinema, guionista, productor i periodista francès. (n. 1925).[65]
- 2021, Roma (Itàlia)ː Raffaella Carrà, presentadora de televisió, cantant i actriu italiana (n. 1943).[66]

## Festes i commemoracions

### Santoral[67]

#### Església Catòlica[68]
- Sants al Martirologi romà (2011): Esteve de Nicea o de Reggio Calabria, bisbe (78); Ciril·la de Cirene, màrtir (304); Tròfima de Patti, màrtir (304); Atanasi de Jerusalem, diaca (451); Domeci de Quros, metge (s. V); Filomena de San Severino (500); Marta, mare de Simeó Estilita el Jove (551); Asti de Dirràquium, bisbe màrtir; Tomàs de Terreti, abat (1000); Atanasi d'Atos, monjo (1004); Antoni Maria Zaccaria, prevere i fundador (1539); Teresa Chen Jinxie i Rosa Chen Aixie, màrtirs (1900); només a Vic: sant Miquel dels Sants, patró.
  - Beats Matthew Lambert, Robert Meyler, Edward Cheevers i Patrick Cavanagh (1581); George Nichols, Richard Yaxley, Thomas Belson, i Humphrey Pritchard, màrtirs (1589).
- Sants: Zoe de Roma, màrtir (280); Agató i Trifina de Sicília, màrtirs (s. IV); Marí, Teòdot i Sedolfa de Tomi, màrtirs; Nicomedes, màrtir; Fragan de Britànnia, rei, i Gwenn, pares de Guengalè, Jactu, Guethenoc i Gunthiern (s. V); Gràcia i Probus de Cornualla; Edana de Westirland, verge; Erfyl de Llanerfyl, verge; Morwenna de Morwenstow (s. VI); Numerià de Trèveris, bisbe (ca. 666); Modwena de Whitby, abadessa (ca. 695); Pau de Sens, bisbe; Elies de Bourdeilles, bisbe de Tours, cardenal (1484).
- Beats Guillem de Hirsau, abat (1091).
- Venerable Hug de Sant Víctor.

#### Església Copta
- 28 Baoni: sants Pantè d'Alexandria (200); Sarabó de Nikios; Teodosi I d'Alexandria, patriarca (567).

#### Església Ortodoxa (segons el calendari julià)
- Se celebren els corresponents al 18 de juliol del calendari gregorià.

#### Església Ortodoxa (segons el calendari gregorià)
Corresponen als sants del 22 de juny del calendari julià.
- Sants: Pompià, màrtir; Zenó i Zena de Filadèlfia, màrtirs (286); Albà d'Anglaterra, primer màrtir d'Anglaterra (305); Albí de Roma, màrtir; Paulí de Nola, bisbe; Anastàsia de Sèrbia, Eusebi de Samòsata, bisbe (379); Galacteó, Juliana i Sadurní de Constantinoble; Màrtirs de Samaria (615); Gregori el Lector, metropolità dels valacs; Maria de Voronezh (1822); Teoctist de Valaam, monjo (1863); Gennadios, prevere (1918); Michael Stephanowski, prevere màrtir.

#### Església Evangèlica d'Alemanya
- Johann Andreas Rothe, prevere (1758).